# الف هاروی
الف هاروی (به انگلیسی: Alf Harvey) بازیکن فوتبال زادهٔ ۱۸۵۴ اهل انگلستان بود که سابقهٔ بازی در تیم ملی فوتبال انگلستان را در کارنامهٔ خود دارد. وی در تاریخ ۲۶ فوریه ۱۸۸۱ تنها بازی ملی خود را در مقابل تیم ملی فوتبال ولز انجام داد.